# كمون (جنس)
الكمون أو السَّنُّوت (الاسم العلمي: Cuminum) أسم لجنس أربعة من كاسيات البذور في الفصيلة الخيمية. وأكثر أنواعها أهمية هو الكمون الشائع (الاسم العلمي: Cuminum cyminum) المصدر المعروف لبذور الكمون التي هي من التوابل الشعبية.